# Quasi-Guerra
La Quasi-Guerra va ser una guerra naval no declarada lliurada entre el 1798 i el 1800 entre els Estats Units i França. La majoria dels combats van tenir lloc al Carib i a la costa atlàntica.
La guerra es va originar en disputes sobre l'aplicació dels tractats d'Aliança i Comerç de 1778 entre els dos països. Aleshores es va comprometre amb la Guerra de la Primera Coalició del 1792 al 1797, que incloïa Gran Bretanya, França considerava que el tractat de Jay de 1794 entre els Estats Units i la Gran Bretanya era incompatible amb aquests tractats, i va prendre represàlies prenent vaixells nord-americans que comerciaven amb Gran Bretanya.
Els EUA van respondre suspenent el reemborsament dels préstecs francesos de la guerra d'independència; quan les negociacions diplomàtiques no van resoldre el problema, els corsaris francesos van començar a atacar els vaixells mercants a les aigües nord-americanes. El 7 de juliol de 1798, el Congrés va autoritzar l'ús de la força militar contra els vaixells de guerra francesos i va restablir la Marina dels Estats Units.
La Marina dels Estats Units va cooperar informalment amb la Royal Navy, principalment en permetre que els vaixells mercants s'unissin als combois de l'altre. Com que els britànics tenien entre quatre i cinc vegades el nombre de vaixells disponibles, es van centrar en tasques d'escorta, cosa que va permetre als Estats Units concentrar-se en l'atac de vaixells de guerra francesos. Moltes d'aquestes batalles van involucrar oficials navals famosos com Stephen Decatur, Silas Talbot i William Bainbridge; la combinació va permetre als Estats Units recuperar ràpidament el control de les seves aigües nacionals.
No obstant això, el president John Adams va continuar els esforços diplomàtics per resoldre qüestions subjacents; això va coincidir amb l'ascens al poder de Napoleó Bonaparte a França, que per diverses raons també estava disposada a pactar termes. Això va conduir a la Convenció del 1800, que va posar fi a la guerra.